# Bursatella
Bursatella is een geslacht van weekdieren uit de klasse van de Gastropoda (slakken).

## Soort
- Bursatella leachii Blainville, 1817